# بروتروده
شهر بروتروده در ایالت تورینگن در کشور آلمان واقع شده است.